# Hevra Kaddisha
 (juillet 2025).
Si vous disposez d'ouvrages ou d'articles de référence ou si vous connaissez des sites web de qualité traitant du thème abordé ici, merci de compléter l'article en donnant les références utiles à sa vérifiabilité et en les liant à la section « Notes et références ».

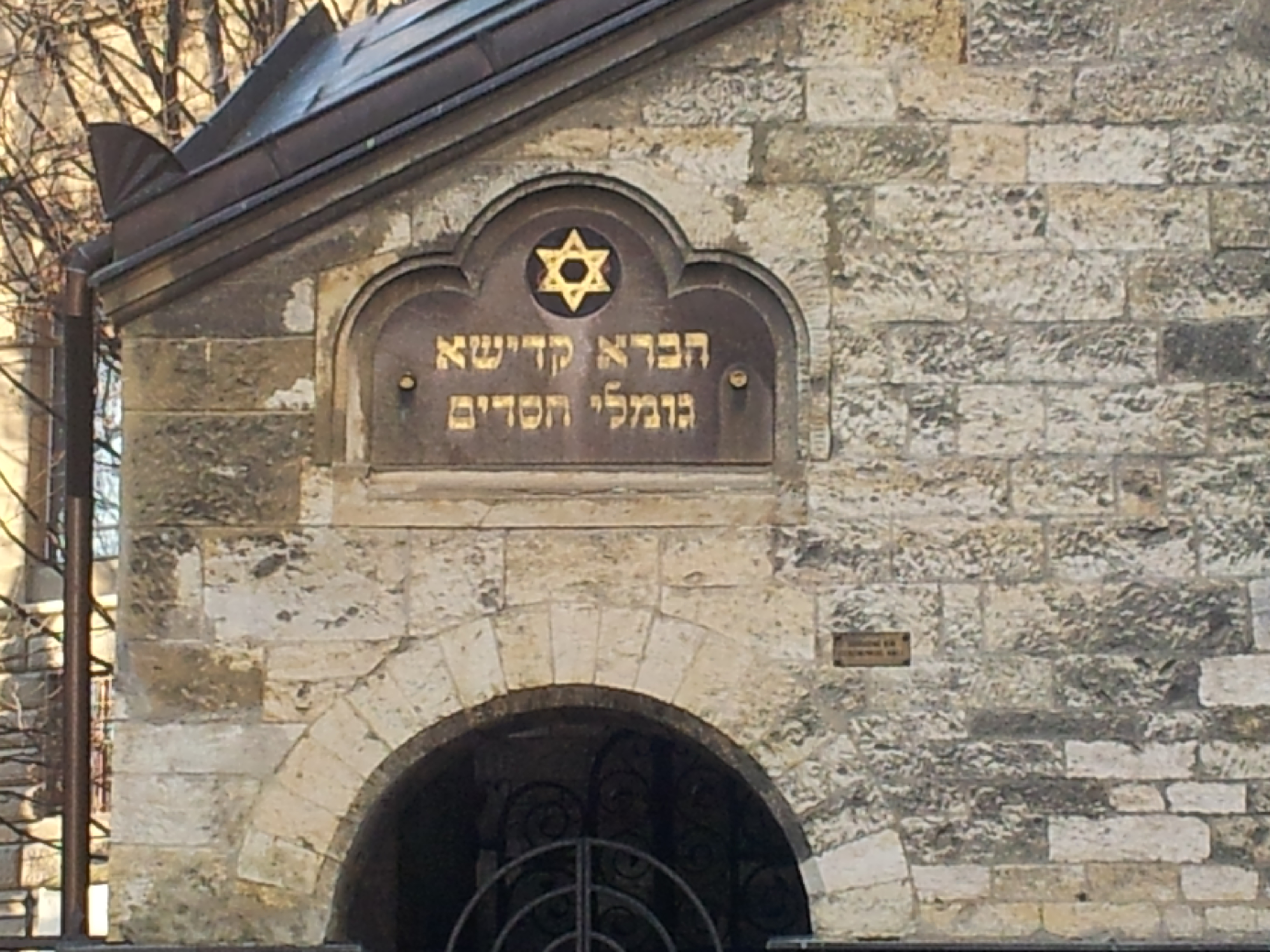
Inscription au-dessus de l'entrée de l'ancienne salle de cérémonie de Prague

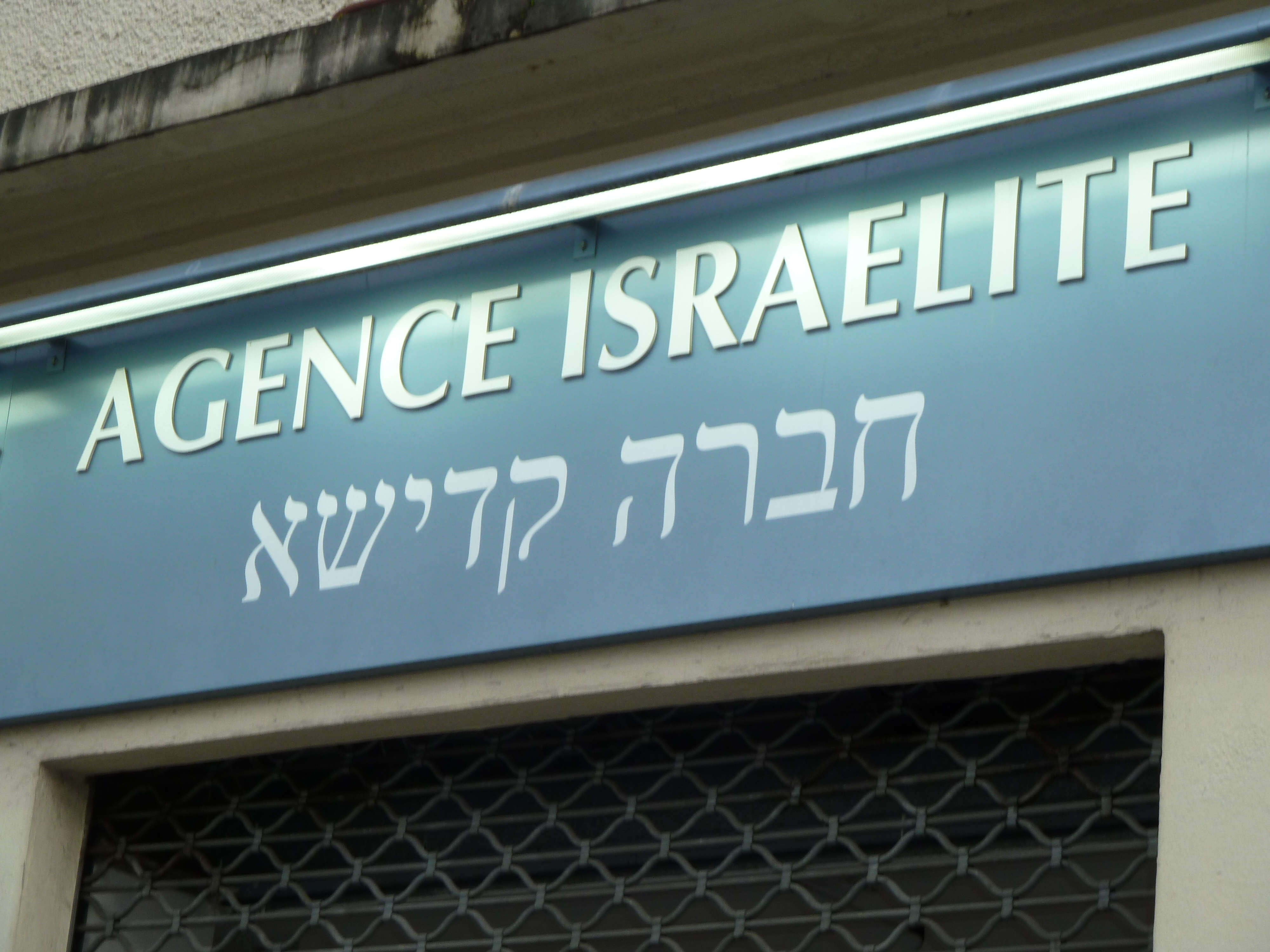
Agence Israélite de pompes funèbres au cimetière de Pantin

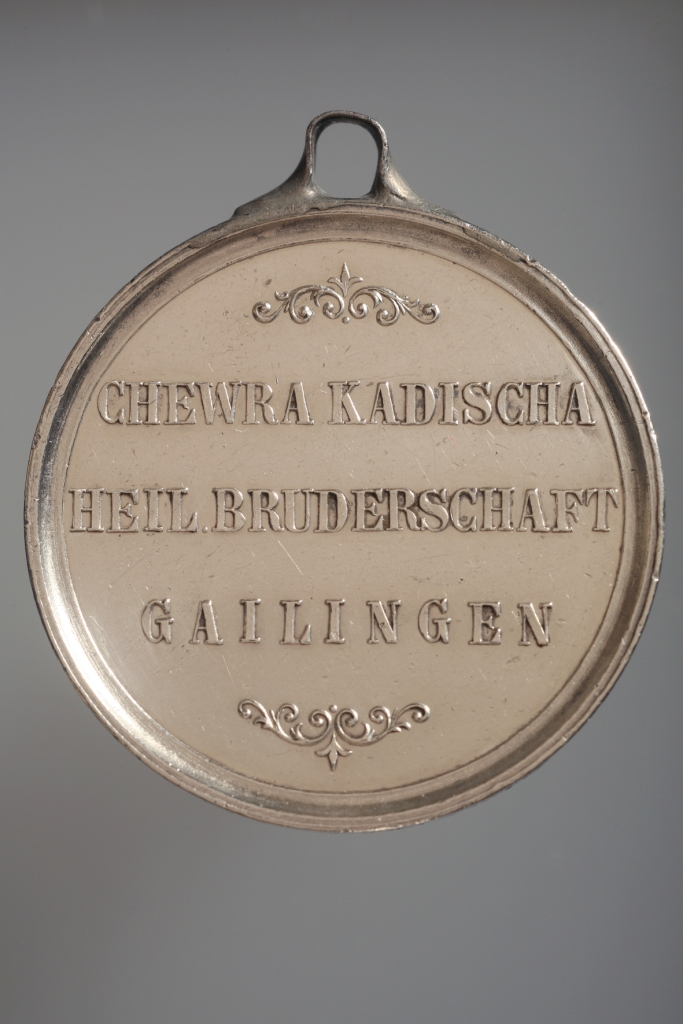
Médaille d'argent pour célébrer le 200e anniversaire de la Hevra Kadischa de Gailingen, 16.12.1876. Dans la collection du Musée juif suisse.

Une hevra kaddisha (hébreu : חברה קדישא, "Assemblée sainte" ou "Assemblée de sainteté", Société du dernier devoir en France ; plur. hevrot kaddisha) est une société librement structurée mais assez organisée et fermée, faisant office de pompes funèbres, composée de membres Juifs, qui s'occupent de préparer les corps des défunts juifs conformément aux rites de la Halakha (Loi juive) et veillent à ce qu'ils ne soient pas profanés (volontairement ou non) jusqu'à l'enterrement.
Deux exigences fondamentales sont de montrer le respect approprié au corps, et le nettoyage rituel du corps, avant son habillement pour l'enterrement.
La tâche de la hevra kaddisha est considérée non seulement comme honorable mais très louable et en réalité seulement surpassée par l'étude de la Torah, ainsi qu'il est dit (Traité Shabbat) :

« Voici les choses dont l'homme mange les fruits en ce monde et perçoit l'usufruit dans le monde à venir : le respect du père et de la mère, la générosité, le lever matinal [pour se rendre] à la maison d'étude le matin et le soir, l'introduction d'hôtes, la visite aux malades, l'introduction de la fiancée, l'accompagnement des défunts, l'attention [pendant] la prière, l'apport de la paix entre l'homme et son prochain; et l'étude de la Torah l'emporte sur tous. »

En effet, s'occuper du mort est une faveur que le récipiendaire ne peut rendre, ce qui la rend désintéressée et dévouée par excellence.
Le travail de la 'Hevra kaddisha est donc appelé "'hessed shel emet" ("un acte généreux de vérité", c'est-à-dire véritable), qualificatif tiré de Gn 47,29 (dans la version Louis Segond : "Lorsqu'Israël (Jacob) approcha du moment de sa mort, il appela son fils Joseph, et lui dit : Si j'ai trouvé grâce à tes yeux, mets, je te prie, ta main sous ma cuisse, et use envers moi de bonté et de fidélité : ne m'enterre pas en Égypte !).
Au cœur des fonctions que la société doit remplir se trouve le rituel de purification, ou tahara. Le corps est d'abord entièrement lavé des poussières, fluides et résidus corporels, et tout ce qui pourrait se trouver sur la peau. 
Le corps est ensuite rituellement purifié par immersion dans un mikvé ou un rinçage continu. Le terme de Tahara peut être utilisé pour désigner la seule purification rituelle ou l'ensemble de la procédure.
Une fois le corps purifié, le corps est habillé dans des takhrikhim, draps blancs identiques pour chaque Juif et rappelant symboliquement les vêtements portés par le Grand Prêtre. Les hommes sont également vêtus de leur tallit. Une fois le corps habillé, le cercueil est scellé.
La société peut également fournir des shomrim (veilleurs) pour veiller à l'intégrité du corps jusqu'à l'enterrement (bien que dans certaines communautés, ce rôle soit tenu par un proche du disparu). Bien qu'à l'origine le rôle des shomrim ait été surtout de prémunir le défunt contre le vol, il s'agit actuellement davantage de l'honorer, et d'élever son âme en récitant des Tehillim (Psaumes).
La 'Hevra kaddisha s'occupe également d'une tâche bien particulière, qui est de s'occuper des gens décédés sans famille proche. Ceux-ci sont appelés "met mitzvah" (un mort de mitzvah), car il a été prescrit d'enterrer le mort qu'on trouve sur le chemin, fût-on Cohen, voire Cohen Gadol (qui n'ont normalement pas le droit de se trouver à moins de six pieds d'un cadavre). S'occuper d'un met mitzvah englobe virtuellement toutes les prescriptions positives de la Torah.
Beaucoup de ces sociétés tiennent un ou deux jours de jeûne annuels, et organisent des séminaires de formation continue afin de rester en adéquation avec les rites et pratiques appropriées. De plus, beaucoup de 'Hevrot s'occupent des familles endeuillées au cours de la shiv'ah (semaine de deuil traditionnelle) en organisant des offices de prière et d'autres besoins.
En Europe, ces sociétés sont un service communautaire, mais aux États-Unis, elles sont beaucoup plus souvent organisées par une synagogue particulière à laquelle elles sont attachées. Cependant, toutes les synagogues ne possèdent pas une 'hevra kaddisha particulière.